# Taranaki Herald
Der Taranaki Herald war eine Abendzeitung und zwischendurch auch mal Tageszeitung für die Region Taranaki in Neuseeland.

## Geschichte
Die Zeitung wurde am 4. August 1852 von William Collins und Garland William Woon als wöchentlich erscheinende Abendzeitung gegründet. New Plymouth war damit seinerzeit die letzte der frühen europäischen Siedlungen, die eine eigene Zeitung erhielt. 1867 kaufte Henry Weston das Blatt und war bis 1920 der alleinige Eigentümer der Zeitung. Verschiedene Mitglieder seiner Familie waren die meiste Zeit während des Bestehens der Zeitung mit dem Blatt verbunden.
Bei den Provinzwahlen im Jahr 1857 führt die Unterstützung des Taranaki Herald für George Cutfield, der gegen den Superintendenten Charles Brown zur Wahl antrat, dazu, dass nachdem Cutfield die Wahl gewonnen hatte, sein Konkurrent Brown die Taranaki News gründete, um dem Taranaki Herald fortan Konkurrenz zu machen. 1870 stellte der Taranaki Herald seine Erscheinungsweise auf zwei Mal die Woche um und erschien jeweils am Mittwoch und am Samstag. 1875 gab man noch zusätzlich das Blatt Budget heraus. Als wöchentliches Nachrichtenblatt sollte es die Leser auf dem Land ansprechen. 1932 wurde das Blatt eingestellt.
Der Taranaki Herald änderte 1877 erneut seine Erscheinungsweise und wurde zu einer Tageszeitung. 1962 fusionierte die Zeitung mit seinem Konkurrenten Taranaki News. Die Zeitungen behielten getrennte Redaktionen, teilten sich aber alles andere. Die Taranaki News blieb bei ihrer Erscheinungsweise am Morgen und der Taranaki Herald wechselte wieder zu einer Abendausgabe. In den 1970er und 1980er Jahren wurde es in Neuseeland immer schwieriger Abendzeitungen am Leben zu halten. Die Schwierigkeiten gingen auch nicht am Taranaki Herald vorbei. Das Blatt stellte schließlich im Jahr 1989 sein Erscheinen ein.